# Sender Untersberg
Der Sender Untersberg ist eine Sendeanlage des Bayerischen Rundfunks auf dem Untersberg bei Salzburg am 1805 Meter hohen Geiereck, auf österreichischem Gebiet. Die Anlage dient zur Verbreitung von Hörfunkprogrammen über UKW und DAB sowie von Fernsehprogrammen über DVB-T.

## Geschichte
Der Sender war wichtig geworden, weil die deutsche Autobahn 8 zwischen der Gemeinde Anger und der Grenze Bayern-Salzburg sendetechnisch gefüllt werden musste. Daneben bestand der Wunsch einiger Anrainergemeinden, den Bayerischen Rundfunk und damit die deutschen Radio- und Fernsehprogramme terrestrisch zu empfangen. 1964 begann man mit den Planungen, 1970 wurde der Sender auf österreichischem Territorium, am Geiereck auf 1805 Meter Seehöhe, gebaut.Technisch betrieben wird er vom Bayerischen Rundfunk. Die Media&Broadcast GmbH (M&B) betreibt ebenfalls zwei Fernsehfüllsender. Außerdem betreibt die Telekom Austria eine Richtfunkanlage in einem separaten Gebäude. Seit dem 29. April 2008 wird vom Untersberg DVB-T für den Berchtesgadener Landkreis gesendet. Am 30. Oktober 2014 startete der Bayerische Rundfunk mit der Ausstrahlung seines landesweiten Digitalradio-Bouquets BR Bayern mit 5 kW Sendeleistung im Kanal 11D.

## Antennenträger
Die Sendeantennen der Rundfunksender befinden sich an der Nordseite der Seilbahn-Bergstation. Zur Versorgung von Marktschellenberg und Berchtesgaden gibt es einen etwa 50 m nach Süden abgesetzten Antennenträger, ebenfalls mit Sendeantennen für UKW-Hörfunk und Fernsehen (47° 43′ 21,2″ N, 13° 0′ 33,2″ O).

## Reichweite
Das Sendegebiet des Untersbergs ist zum einen das nördliche Gebiet um Freilassing inklusive der Gemeinden Ainring, Saaldorf-Surheim, Teisendorf und Petting, zum anderen die Gemeinde Marktschellenberg am südlichen Fuße des Untersbergs. Aufgrund des sehr exponierten Standortes hat der Sender jedoch eine sehr hohe Reichweite und kann auch in Salzburg und einem großen Teil des Alpenvorlands bis über den Inn hinaus noch empfangen werden.

## Frequenzen und Programme

### Analoger Hörfunk (UKW)
Vom Untersberg bei Salzburg werden folgende Hörfunkprogramme gerichtet abgestrahlt:
| Programm   | Regionalisierung | Frequenz  | ERP     | RDS PS                 |
| ---------- | ---------------- | --------- | ------- | ---------------------- |
| Bayern 1   | Oberbayern       | 91,9 MHz  | 0,04 kW | BAYERN_1 bzw. B1_OBB__ |
| Bayern 2   | -                | 92,9 MHz  | 0,1 kW  | Bayern_2               |
| Bayern 3   | –                | 96,1 MHz  | 0,1 kW  | BAYERN_3               |
| BR-Klassik | –                | 100,7 MHz | 0,1 kW  | BR-KLASS               |
| BR24       | –                | 87,8 MHz  | 0,1 kW  | BR24____               |

Die folgenden Hörfunkprogramme senden vom in der Nähe liegenden Standort Hochgitzen.
| Programm          | Region                  | Frequenz  | ERP     | RDS PS   |
| ----------------- | ----------------------- | --------- | ------- | -------- |
| Radiofabrik 107,5 | Salzburg-Umgebung       | 107,5 MHz | 0,5 kW  | R-FABRIK |
| Antenne Salzburg  | Salzburg Nord           | 89,3 MHz  | 0,05 kW | ANTENNE_ |
| Antenne Salzburg  | Trumer Seen, Innviertel | 102,8 MHz | 0,06 kW | ANTENNE_ |

### Digitales Radio (DAB)
DAB wird in vertikaler Polarisation und im Gleichwellenbetrieb mit anderen Sendern ausgestrahlt.
Der Sendebetrieb für DAB+ (Kanal 11D) wurde am 30. Oktober 2014 aufgenommen. Der Kanal 10A ging am 29. Juni 2018 auf Sendung. Der Kanal 5C ging am 31. Oktober 2019 auf Sendung. Der Kanal 7A ging am 10. September 2020 auf Sendung.
| Block                        | Programme | ERP in kW     | Antennendiagramm rund (ND), gerichtet (D) | Gleichwellennetz (SFN) |
| ---------------------------- | --- | ------------- | ----------------------------------------- | --- |
| 11D BR Bayern (D__00165)     | DAB-Block des Bayerischen Rundfunks - Bayern 1 (Oberbayern) (96 kbps) - Bayern 1 (Niederbayern/Oberpfalz) (96 kbps) - Bayern 1 (Franken) (96 kbps) - Bayern 2 (96 kbps) - Bayern 3 (96 kbps) - BR-Klassik (144 kbps) - BR24 (72 kbps, Mono) - BR Schlager (96 kbps) - Puls (96 kbps) - BR Heimat (128 kbps) - BR Verkehr (16 kbps, Mono) - Antenne Bayern (80 kbps) - BR EPG (8 kbps Daten) - ARD TPEG (24 kbps)                                                                    | 3,2 (10 Max.) | D                                         | - Unterfranken: Alzenau (Hahnenkamm), Burgsinn (Main-Spessart), Dettelbach, Ebern, Frammersbach (Sauerberg) (geplant), Gemünden, Hammelburg, Kreuzberg (Rhön), Miltenberg-Wenschdorf, Neustadt am Main, Obernburg am Main, Ostheim (Heidelberg), Pfaffenberg (Aschaffenburg), Schweinfurt (Schonungen), Volkach, Wertheim, Würzburg (Frankenwarte), Zeil am Main - Oberfranken: Bad Steben, Bamberg (Geisberg), Burgwindheim (geplant), Coburg (Eckardtsberg), Hof (Labyrinthberg), Kronach, Kulmbach, Ludwigsstadt (Ebersdorf), Ochsenkopf (Fichtelgebirge), Pegnitz - Mittelfranken: Ansbach (geplant), Büttelberg, Hesselberg, Hersbruck, Nürnberg (Fernmeldeturm), Rothenburg ob der Tauber, Treuchtlingen, Weißenburg - Oberpfalz: Altenstadt, Amberg (Hirschau), Amberg-Süd, Dillberg (Neumarkt), Fuchsmühl, Geigant, Hoher Bogen (Furth im Wald), Hohe Linie (Regensburg), Kallmünz (geplant), Pfreimd, Schönsee (Drechselberg), Weigendorf - Niederbayern: Brotjacklriegel, Deggendorf (Aletsberg), Dingolfing, Einödriegel, Kelheim, Landshut (Altdorf), Mainburg, Mallersdorf-Pfaffenberg, Oberfrauenwald, Passau (Kühberg), Pfarrkirchen, Rattenberg, Rotthalmünster, Viechtach (Weigelsberg) (geplant), Vilsbiburg - Schwaben: Augsburg (Hotelturm), Augsburg (Welden), Balderschwang (Oberberg) (R), Grünten, Hühnerberg (Harburg), Kaufbeuren (geplant), Markt Wald, Memmingen, Pfänder (Vorarlberg), Pfronten (Breitenberg), Ulm (Kuhberg) - Oberbayern: Bad Tölz (Gaißach), Berchtesgaden (Jenner) (R), Eichstätt, Fürstenfeldbruck (Schöngeising), Gelbelsee, Herzogstand (Fahrenbergkopf), Hochberg (Traunstein), Hohenpeißenberg, Inntal (Ebbs), Isen, München-Freimann, München-Ismaning, München (Olympiaturm), Neuötting, Oberammergau (Laber), Pfaffenhofen (Wolfsberg), Pfaffenhofen (BR), Reit im Winkl, Untersberg (Salzburg), Tegernseer Tal (Wallberg), Wasserburg am Inn (Koblberg), Wendelstein (Bayrischzell) |
| 10A Obb/Schw (D__00354)      | DAB-Block des Bayerischen Rundfunks - Bayern 1 (Schwaben) (96 kbps) - Bayern 1 (Mainfranken) (96 kbps) - BR24live (64 kbps, Mono) - Radio Teddy (72 kbps) - egoFM (72 kbps) - Arabella Bayern (96 kbps) - Rock Antenne Bayern (72 kbps) - BR EPG (8 kbps Daten) - BR News (8 kbps Daten) | 5             | D                                         | - Oberbayern: Bad Tölz (Gaißach), Berchtesgaden (Jenner) (R), Eichstätt, Fürstenfeldbruck (Schöngeising), Gelbelsee (Ingolstadt), Herzogstand (Fahrenbergkopf), Hochberg (Traunstein), Hohenpeißenberg, Inntal (Ebbs), Isen, München-Freimann, München-Ismaning, München (Olympiaturm), Neuötting, Oberammergau, Pfaffenhofen (Wolfsberg), Reit im Winkl, Untersberg, Tegernseer Tal (Wallberg), Wasserburg am Inn (Koblberg), Wendelstein (Bayrischzell) - Schwaben: Augsburg (Hotelturm), Augsburg (Welden), Balderschwang (Oberberg) (R), Grünten, Hühnerberg, Kaufbeuren (geplant), Markt Wald, Memmingen, Pfänder (Vorarlberg), Pfronten (Breitenberg), Ulm (Kuhberg) |
| 7A Oberbayern Süd (D__00406) | DAB-Block der Bayern Digital Radio: - 106.4 TOP FM (80 kbps) - Radio Oberland (96 kbps) - Charivari (RO) (96 kbps) - Radio Galaxy (RO) (96 kbps) - AlpinFM (96 kbps) - Bayernwelle (96 kbps) - Radio ISW (80 kbps) - Radio Alpenwelle (96 kbps) - Münchner Kirchenradio (80 kbps) | 5             | D                                         | Bad Tölz (Gaißach), Berchtesgaden (Jenner) (R), Herzogstand (Fahrenbergkopf), Hochberg (Traunstein), Hohenpeißenberg, Inntal (Ebbs), Isen, Neuötting, Oberammergau, Reit im Winkl, Untersberg, Tegernseer Tal (Wallberg), Wasserburg am Inn (Koblberg) (geplant), Wendelstein (Bayrischzell) |
| 5C DR Deutschland (D__00188) | DAB-Block des DR Deutschland - Absolut relax (72 kbps) - Dlf (104 kbps) - Dlf Kultur (112 kbps) - Dlf Nova (104 kbps) - DRadio DokDeb (48 kbps) - Energy Digital (72 kbps) - ERF Plus (64 kbps) - Klassik Radio (72 kbps) - Radio Bob (72 kbps) - Radio Horeb (48 kbps) - Radio Schlagerparadies (64 kbps) - Schwarzwaldradio (64 kbps) - sunshine live (72 kbps) - DRadio Daten (32 kbps Daten) - EPG Deutschland (16 kbps Daten) - TPEG (16 kbps Daten) - TPEG_MM (16 kbps Daten) | 5             | D                                         | - Baden-Württemberg: Aalen, Baden-Baden (Fremersberg), Bad Mergentheim, Blauen, Brandenkopf, Donaueschingen, Feldberg im Schwarzwald, Freiburg (Vogtsburg-Totenkopf), Geislingen (Oberböhringen), Großerlach (Hohe Brach), Heidelberg (Königstuhl), Heilbronn (Schweinsberg), Hochrhein (Rickenbach), Hornisgrinde, Pforzheim (Schömberg-Langenbrand), Raichberg, Ravensburg (Höchsten), Reutlingen, Stuttgart (Frauenkopf), Ulm (Kuhberg) - Bayern: Amberg (Hirschau), Aschaffenburg (Pfaffenberg), Augsburg (Hotelturm), Bad Tölz (Gaißach), Balderschwang, Bamberg (Geisberg), Büttelberg, Brotjacklriegel, Dillberg, Grünten, Herzogstand, Hochberg (Traunstein), Hoher Bogen, Inntal (Ebbs), Ingolstadt (Gelbelsee), Kreuzberg/Rhön, Landshut (Altdorf), München (Olympiaturm), Nennslingen (Büchelberg), Nürnberg, Oberammergau, Ochsenkopf, Passau, Pfänder, Pfaffenhofen, Pfarrkirchen, Pfronten, Regensburg (Hohe Linie), Unterringingen, Untersberg, Wendelstein (Bayrischzell), Würzburg (Frankenwarte) - Berlin: Berlin (Alexanderplatz), Berlin (Scholzplatz) - Brandenburg: Bad Belzig, Booßen, Brandenburg/Havel, Calau, Casekow, Cottbus, Eberswalde (geplant), Eisenhüttenstadt, Neuruppin (geplant), Petkus, Pritzwalk, Templin - Bremen: Bremen (Walle), Bremerhaven-Schiffdorf - Hamburg: Hamburg (Moorfleet), Hamburg (Heinrich-Hertz-Turm) - Hessen: Bad Hersfeld (Rimberg), Biedenkopf (Sackpfeife), Fulda (Hummelskopf), Frankfurt (Europaturm), Gelnhausen (Schnepfenkopf), Gießen (Dünsberg), Großer Feldberg, Hardberg, Hohe Wurzel, Hoher Meißner, Kassel (Habichtswald), Mainz-Kastel - Mecklenburg-Vorpommern: Garz (Rügen), Güstrow, Malchin, Neubrandenburg-Süd, Neustrelitz (geplant), Rostock (Toitenwinkel), Röbel, Schwerin (Zippendorf-Gr.Dreesch), Torgelow, Wismar/Rüggow, Züssow - Niedersachsen: Aurich-Popens, Braunschweig (Broitzem), Braunschweig (Drachenberg), Cuxhaven-Stadt, Dannenberg, Göttingen (Bovenden-Osterberg), Hannover (Telemax), Lingen, Lüneburg-Neu Wendhausen, Molbergen-Peheim, Osnabrück (Bramsche-Schleptruper Egge), Hildesheim (Sibbesse), Steinkimmen, Uelzen, Visselhövede, Wilhelmshaven - Nordrhein-Westfalen: Aachen (Karlshöhe), Bergneustadt-Wiedenest (R), Bielefeld (Hünenburg), Bonn (Venusberg), Dortmund (Florianturm), Düsseldorf (Rheinturm), Eggegebirge, Herscheid, Hochsauerland (Hunau), Hürtgenwald-Großhau, Köln (Colonius), Langenberg, Lügde-Rischenau (Köterberg), Meschede (geplant), Minden (Jakobsberg), Münster (Fernmeldeturm), Schöppingen, Siegen-Süd, Wesel - Rheinland-Pfalz: Bad Kreuznach (Schanzenkopf), Bad Marienberg (Westerwald), Bornberg, Daun (Eifel), Edenkoben (Kalmit), Heckenbach-Schöneberg (Ahrweiler), Haardtkopf (geplant), Idar-Oberstein, Kaiserslautern, Kettrichhof, Koblenz (Kühkopf), Schnee-Eifel (geplant), Trier (Petrisberg) - Saarland: Merzig-Merchingen, Saarbrücken (Schoksberg) - Sachsen: Chemnitz, Dresden, Geyer, Leipzig, Löbau, Neustadt, Freiberg (Niederschöna), Oschatz, Schöneck, Zwickau Ost - Sachsen-Anhalt: Brocken, Burg, Dequede, Petersberg, Pettstädt (Weißenfels), Schneidlingen, Wittenberg - Schleswig-Holstein: Bungsberg, Bredstedt, Flensburg, Garding, Heide, Helgoland, Hennstedt, Itzehoe, Kiel (Kronshagen), Lübeck (Stockelsdorf), Schleswig, Niebüll (Süderlügum), Westerland (Sylt) - Thüringen: Bleßberg (Sonneberg), Erfurt-Hochheim, Gera, Inselsberg, Jena (Oßmaritz), Kulpenberg, Lobenstein (Sieglitzberg), Saalfeld (Remda), Weimar (Ettersberg) |

### Digitales Fernsehen (DVB-T2)
Seit dem 25. April 2018 wird DVB-T2 HD auf folgenden Frequenzen ausgestrahlt:
| Kanal | Frequenz (in MHz) | Multiplex         | Programme im Multiplex | ERP (in kW) | Antennen- diagramm rund (ND)/ gerichtet (D) | Polari- sation horizontal (H)/ vertikal (V) | Modulations- verfahren | FEC | Guard- intervall | Bitrate (in MBit/s) | SFN                                                                      |
| ----- | ----------------- | ----------------- | --- | ----------- | ------------------------------------------- | ------------------------------------------- | ---------------------- | --- | ---------------- | ------------------- | ------------------------------------------------------------------------ |
| 30    | 546               | ARD regional (BR) | - ARD-alpha HD - BR Fernsehen Süd HD - hr-fernsehen HD - MDR Thüringen HD - rbb Berlin HD/BR Fernsehen Nord HD 1) - SWR Fernsehen BW HD | 5           | D                                           | H                                           | 64-QAM                 | 3/5 | 19/128           | 21,56               | Wendelstein (Bayrischzell), Untersberg (Salzburg), Hochberg (Traunstein) |
| 31    | 554               | ARD Digital (BR)  | - Arte HD - Das Erste HD - One HD - Phoenix HD - tagesschau24 HD - NDR Fernsehen HD (Niedersachsen)                                     | 5           | D                                           | H                                           | 64-QAM                 | 3/5 | 19/128           | 21,56               | Wendelstein (Bayrischzell), Untersberg (Salzburg), Hochberg (Traunstein) |
| 34    | 578               | ZDFmobil          | - 3sat HD - KiKA HD - ZDF HD - ZDFinfo HD - ZDFneo HD                                                                                   | 5           | D                                           | H                                           | 64-QAM                 | 3/5 | 19/128           | 22                  | Wendelstein (Bayrischzell), Untersberg (Salzburg), Hochberg (Traunstein) |

 1)rbb Berlin außerhalb der Regionalzeiten des BR Fernsehens

## Ehemalige Frequenzen

### Analoger Hörfunk (UKW)
Bis ca. 2006 sendeten diese analogen UKW-Programme vom Untersberg.
| Programm         | Region               | Frequenz  | ERP    | RDS PS            |
| ---------------- | -------------------- | --------- | ------ | ----------------- |
| Antenne Salzburg | –                    | 101,8 MHz | 2 kW   | ANTENNE_/SALZBURG |
| Antenne Bayern   | –                    | 105,3 MHz | 0,5 kW | ANTENNE           |
| Untersberg live  | Berchtesgadener Land | 89,0 MHz  | 0,1 kW | UNTERSBERG        |

### Analoges Fernsehen (PAL)
Noch bis ca. 2011 sendete noch dieses analoge TV-Programm vom Untersberg. Bis 2008 wurde der Sendebetrieb auf Kanal 36 vom Untersberg in der Zeit von 19:00 bis 19:25 Uhr unterbrochen, da der ORF auf demselben Kanal die Sendung Bundesland Heute für Oberösterreich vom in der Nähe liegenden Standort Gaisberg mit 300 kW Sendeleistung ausstrahlte.
| Kanal | Frequenz (MHz) | Programm    | ERP (kW) | Sendediagramm rund (ND)/ gerichtet (D) | Polarisation horizontal (H)/ vertikal (V) |
| ----- | -------------- | ----------- | -------- | -------------------------------------- | ----------------------------------------- |
| 36    | 591,25         | Salzburg TV | 5        | D                                      | H                                         |

Vor der Umstellung auf DVB-T im Jahr 2008 strahlte der Senderstandort zusätzlich noch deutsche TV-Programme aus:
| Kanal | Frequenz (MHz) | Programm                                   | ERP (kW) | Sendediagramm rund (ND)/ gerichtet (D) | Polarisation horizontal (H)/ vertikal (V) |
| ----- | -------------- | ------------------------------------------ | -------- | -------------------------------------- | ----------------------------------------- |
| 23    | 487,25         | ZDF                                        | 0,66     | D                                      | H                                         |
| 46    | 671,25         | Das Erste (BR)                             | 3        | D                                      | H                                         |
| 54    | 735,25         | Bayerisches Fernsehen (Schwaben/Altbayern) | 0,66     | D                                      | H                                         |

### Digitales Fernsehen (DVB-T)
Vom 29. April 2008 (Kanalwechsel am 3. September 2009) bis zum 25. April 2018 wurde vom Sender Untersberg digitales Fernsehen im Standard DVB-T verbreitet. Die Abschaltung erfolgte zugunsten des neuen Standards DVB-T2.
| Kanal | Bouquet           | Programme im Bouquet                                                            | ERP  | Polarisation |
| ----- | ----------------- | ------------------------------------------------------------------------------- | ---- | ------------ |
| 39 1) | ARD regional (BR) | Bayerisches Fernsehen, ARD-alpha, SWR Fernsehen Baden-Württemberg, tagesschau24 | 5 kW | horizontal   |
| 42    | ZDFmobil          | ZDF, 3sat, KiKA/ZDFneo, ZDFinfo                                                 | 5 kW | horizontal   |
| 49 2) | ARD Digital (BR)  | Das Erste, Phoenix, ARTE, EinsPlus                                              | 5 kW | horizontal   |

1) bis 3. September 2009 Kanal 25
2) bis 3. September 2009 Kanal 58